# Єрама
Єра́ма (рос. Ерама) — село у складі Могойтуйського району Забайкальського краю, Росія. Входить до складу Нурінського сільського поселення.

## Населення
Населення — 32 особи (2010; 172 у 2002).
Національний склад (станом на 2002 рік):
- росіяни — 77 %